# Podruhé mě neoklameš (seriál)
Podruhé mě neoklameš (v anglickém originále Fool Me Once) je britský osmidílný televizní seriál z roku 2024, který pro Netflix natočila společnost Quay Street Productions podle stejnojmenného románu Harlana Cobena z roku 2016. Autorem je Danny Brocklehurst, v seriálu účinkují Michelle Keeganová, Richard Armitage, Adeel Achtar, Emmett J. Scanlan a Joanna Lumleyová.
Premiéra na Netflixu proběhla 1. ledna 2024.

## Synopse
Rodinou otřásly dvě vraždy. Maya Stern sleduje záběry z bezpečnostní kamery ve svém domě a vidí, že její zavražděný manžel Joe se vrátil jako vetřelec. Mezitím se Abby a Daniel, její neteř a synovec, snaží najít pravdu o vraždě své matky a vidí možné souvislosti mezi oběma případy.

## Obsazení
| Adeel Achtar        | DS Sami Kierce   |
| Natalie Andersonová | Claire Walker    |
| Jade Anouka         | Nicole Butler    |
| Richard Armitage    | Joe Burkett      |
| Joe Armstrong       | Alexander Dosman |
| Dino Fetscher       | Marty McGreggor  |
| Michelle Keeganová  | Maya Stern       |
| Laurie Kynaston     | Corey Rudzinski  |
| Joanna Lumleyová    | Judith Burkett   |
| Hattie Morahanová   | Caroline Burkett |
| James Northcote     | Neil Burkett     |
| Emmett J. Scanlan   | Shane Tessier    |
| Daniel Burt         | Daniel Walker    |
| Craige Els          | trenér Phil      |
| Marcus Garvey       | Eddie Walker     |
| Laura Gibbonsová    | N/A              |
| Dänja Griverová     | Abby Walker      |
| Natalia Kostrzewa   | Izabella         |
| Adelle Leonce       | Eva Finn         |

## Díly
| Č. v seriálu | Původní název | Český název | Režie        | Scénář             | Oficiální vydání |
| ------------ | ------------- | ----------- | ------------ | ------------------ | ---------------- |
| 1            | Episode 1     | 1. díl      | David Moore  | Danny Brocklehurst | 1. ledna 2024    |
| 2            | Episode 2     | 2. díl      | David Moore  | Danny Brocklehurst | 1. ledna 2024    |
| 3            | Episode 3     | 3. díl      | David Moore  | Charlotte Coben    | 1. ledna 2024    |
| 4            | Episode 4     | 4. díl      | Nimer Rashed | Jemi Ojefuwa       | 1. ledna 2024    |
| 5            | Episode 5     | 5. díl      | Nimer Rashed | Nina Metivierová   | 1. ledna 2024    |
| 6            | Episode 6     | 6. díl      | Nimer Rashed | Tom Farrelly       | 1. ledna 2024    |
| 7            | Episode 7     | 7. díl      | David Moore  | Danny Brocklehurst | 1. ledna 2024    |
| 8            | Episode 8     | 8. díl      | David Moore  | Danny Brocklehurst | 1. ledna 2024    |

## Produkce

### Vývoj
Děj seriálu se odehrává ve Velké Británii, na rozdíl od amerického prostředí románu Harlana Cobena. Coben se na tvorbě seriálu podílel jako výkonný producent. Jedná se o jednu z řady adaptací Cobenova díla společností Netflix. Danny Brocklehurst byl hlavním scenáristou a výkonným producentem, Nicola Shindlerová a Richard Fee sloužili rovněž jako výkonní producenti prostřednictvím společnosti Quay Street Productions. Režie jednotlivých dílů se ujali David Moore a Nimer Rashed.

### Natáčení
Natáčení započalo v únoru 2023 v anglickém Manchesteru a zahrnovalo i další lokace na severozápadě země. Několik dalších záběrů bylo natočeno ve Španělsku. Produkce skončila v srpnu 2023.

## Vydání
Seriál je celosvětově dostupný na Netflixu od 1. ledna 2024. Bylo vydáno celkem osm dílů.

## Přijetí
Recenzní agregátor Rotten Tomatoes uvádí 75% hodnocení s průměrnou známkou 5,9/10 na základě 8 kritických recenzí.